# Down in the Weeds, Where the World Once Was
Down in the Weeds, Where the World Once Was è il decimo album in studio del gruppo musicale statunitense Bright Eyes, pubblicato nel 2020.

## Tracce
Testi di Conor Oberst, eccetto dove indicato, musiche di Bright Eyes.
1. Pageturners Rag – 3:57
2. Dance and Sing – 4:30
3. Just Once in the World – 3:28 (testo: Conor Oberst, Miwi La Lupa)
4. Mariana Trench – 3:41
5. One and Done – 4:53
6. Pan and Broom – 2:52
7. Stairwell Song – 3:40
8. Persona Non Grata – 3:32
9. Tilt-A-Whirl – 2:20
10. Hot Car in the Sun – 2:27
11. Forced Convalescence – 4:08
12. To Death's Heart (In Three Parts) – 5:25
13. Calais to Dover – 4:17
14. Comet Song – 5:35

## Formazione
- Conor Oberst – voce, chitarra acustica, piano
- Mike Mogis – chitarra elettrica, pedal steel, banjo, Marxophone, synth bass, percussioni, programmazioni, hammer dulcimer, bajo sexto
- Nathaniel Walcott – piano, tromba, flicorno, organo Hammond, piano elettrico, sintetizzatore, vibrafono, Omnichord, Mellotron, harpsichord